# 시안 지하철
시안 지하철(중국어 간체자: 西安地铁, 정체자: 西安地鐵 서안지철[*])은 중화인민공화국 산시성 시안시의 도시 철도이다.

## 노선
- ●시안 지하철 1호선
- ●시안 지하철 2호선
- ●시안 지하철 3호선
- ●시안 지하철 4호선
- ●시안 공항 성제철로(西安机场城际轨道)

## 같이 보기
- 지하철 목록